# Ctype.h
ctype.h é uma biblioteca da linguagem de programação C do padrão ANSI, contém declarações para manipulação de caracteres. Usada quando se trabalha com diferentes idiomas e alfabetos.

## História
Programadores de diferentes culturas usam C no desenvolvimento de aplicações para a manipulação e classificação de caracteres com diferentes tipos. Por exemplo, no conjunto de caracteres ANSI, o teste abaixo identifica um letra:
```
if
 
(
'A'
 
<=
 
c
 
&&
 
c
 
<=
 
'Z'
 
||
 
'a'
 
<=
 
c
 
&&
 
c
 
<=
 
'z'
)

```

Contudo, esse idioma não precisa trabalhar com caracteres como os do conjunto EBCDIC. Sendo necessário uma forma de uso para outros caracteres, gerando formas improdutivas de teste, piores que os mostrado acima. Dificultando o trabalho de interpretação do programador, aumentando as chances de erro.
Logo, os idiomas foram substituídos pelas funções na <ctype.h>.